# رياح متعامدة

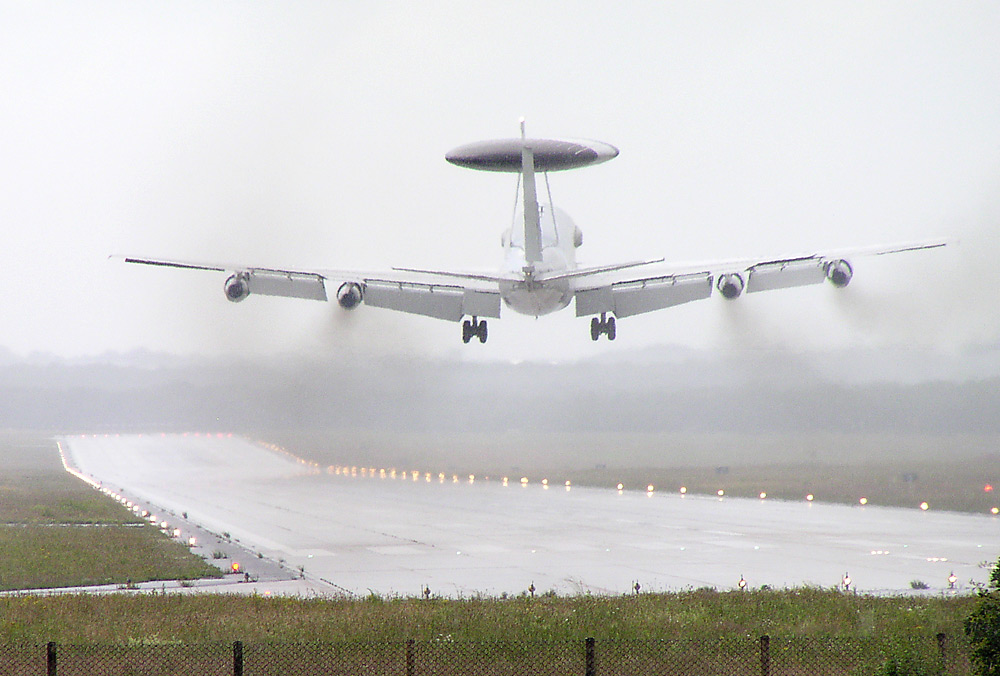

الرياح المتعامدة  هي الرياح التي تهب بشكل عمودي على اتجاه حركة الطائرة. في مجال الطيران، الرياح المتعامدة هو عنصر الرياح التي تهب بشكل متعامد مع المدرج مما يجعل الهبوط أكثر صعوبة مما لو كانت الرياح تهب بشكل موازي للمدرج. إذا كانت الرياح المتعامدة من القوة بحيث أنها يمكن أن تتجاوز الحد المتوقع (أقصى رياح متعامدة تتحملها الطائرة)، مما يجعل هبوط الطائرة خطرًا في ظل هذه الظروف، حيث يمكن أن تسبب أضرارًا هيكلية للعجلات الطائرة. و تسمى الرياح المتعامدة اختصاراً بـ X/WIND.
يمكن أيضًا أن تحدث عند السفر على الطرق، وخاصة الجسور الكبيرة والطرق السريعة، والتي قد تكون خطيرة للسائقين نظرًا لاحتمال تكون قوة رفع أسفل المركبات والتسبب في تغيير اتجاه المركبة بشكل مفاجئ. لذلك فإن الطريقة الآمنة للتعامل مع الرياح المتعامدة هي بالحد من السرعة؛ وبالتالي الحد من تأثير قوة الرفع والتغير المفاجئ في اتجاه المركبة (اتجاه الرياح المتعامدة).
عندما لا يكون اتجاه الرياح موازيًا أوعموديًا على اتجاه حركة المركبة، يقال أن الرياح متعامدة؛ التي يمكن تقسيمها إلى عنصرين، رياح متعامدة ورياح مقابلة headwind أو رياح خلفية tailwind. لكن يظهر على المركبات ثأثير الرياح المتعامدة فقط.
تعرف الرياح المتعامدة رياضيًا (نظريًا) بحاصل ضرب سرعة الرياح بجيب الزاوية بين اتجاه الرياح واتجاه حركة المركبة، على سبيل المثال، بالنسبة لرياح بقوة 10 عقد بزاوية °45 بين اتجاه الرياح واتجاه حركة المركبة، فإن قيمة الرياح المتعامدة هي
10*(sin(45° وتساوي 7.07 عقدة تقريبًا.
من جهة أخرى فإن التعبير الرياضي للرياح المقابلة هو حاصل ضرب سرعة الرياح جيب تمام الزاوية بين الرياح واتجاه الحركة.
أما بالنسبة لتحديد قيمة الرياح المتعامدة عمليًا - في الحياة اليومية - غالبًا ما يستخدم الطيارين الرسم البياني الذي يمثل اتجاه سرعة الرياح والزاوية.